# Micrasema aigisthos
Micrasema aigisthos är en nattsländeart som beskrevs av Malicky 1997. Micrasema aigisthos ingår i släktet Micrasema och familjen bäcknattsländor. Inga underarter finns listade i Catalogue of Life.